# Ваграм Рабуни
Вагра́м Рабуни́ (арм. Վահրամ Րաբունի), также Вагра́м Севлернци́ (арм. Վահրամ Սեվլեռնցի) — армянский историк, богослов и философ XIII века, крупный государственный деятель Киликийского армянского царства. Канцлер Киликийской Армении во время царствования Левона III.

## Биография
Родился в Эдессе в начале XIII века. Позже переехал в местечко Севлер (Чёрная гора) в Киликии, где прошел обучение и получил степень вардапета. Обрел известность своими оригинальными взглядами в философии, за что его и прозвали Рабуни (раввин). Его перу принадлежит множество переводов греческих философских трудов, истолковательных сочинений и поэм. Стремился к примирению армянской и католической церквей, поддерживал идею подчинения духовенства государству, был сторонником номинализма. В честь коронации Левона III прочитал речь-проповедь «Слово о Явлении Господнем и помазании царя Левона». Пиком творческой деятельности Ваграма Рабуни стал его труд «Стихотворная история Рубинянов» («Ոտանաւոր պատմութիւն Ռուբենեանց») — история Киликийского государства, написанная в стихотворной форме. «Стихотворная история», или «Хроника Ваграма», является важнейшим источником для изучения крестовых походов, истории Киликийской Армении и Ближнего Востока XI—XIII вв.. Труд был впервые издан в 1810 г. в Мадрасе, затем в Париже в 1859 году. Переведён на английский и издан в Лондоне уже в 1831 году.

## Сочинения
- «Слово о Явлении Господнем и помазании царя Левона» (арм. «Բան ի յայտնութիւն տեառն եյ օծումն Լեոն Գ արքայի»)
- «Слово о Св. Троице» (арм. «Ճառ սուրբ Երրորդութեան»)
- «Слово о воплощении» (арм. «Ճառ ի մարդեղուիւն»)
- «Слово о воскресении и вознеснии» (арм. «Ճառ ի յարութուիւն և ի համբարձումն»)
- «Стихотворная история Рубинянов» (арм. «Ոտանաւոր պատմութիւն Ռուբենեանց»)
- «Истолкование судей и Исайи» (арм. «Մեկնութիւն դատաւորաց և Եսայեայ»)
- «Слово о Дне Святой Троицы» (арм. «Ճառ ի պենտէկոստէ»)
- комментарии к сочинению «Категории» Аристотеля
- комментарии к сочинению «Об истолковании» Аристотеля
- комментарии к сочинению «Введение» Порфирия
- комментарии к сочинению «О мире» Псевдо-Аристотеля
- комментарии к сочинению «Определение философии» Давида Непобедимого
- комментарии к сочинению «О строении человека» Григория Нисского
- комментарии к сочинению  «О небесной иерархии» Псевдо-Дионисия Ареопагита